# Suka Maju (Batang Peranap)
Suka Maju is een bestuurslaag in het regentschap Indragiri Hulu van de provincie Riau, Indonesië. Suka Maju telt 1086 inwoners (volkstelling 2010).